# 加藤義久
加藤 義久（かとう よしひさ、1971年7月22日 - ）は、岐阜放送（ぎふチャン）のアナウンサー。

## 経歴
岐阜県岐阜市出身。岐阜県立岐阜北高等学校出身、南山大学法学部法律学科卒業後、1994年に岐阜放送入社。身長176cm、血液型はB型。2016年10月を最後にアナウンス部を離れ、東京支社などの配属を経て、2021年現在は同社本社に戻る。ディレクターとして活動する一方で、岐阜新聞ニュースなどの一部アナウンス業務も担当している。2021年5月24日の『きょうもラジオは!? 2時6時』では、パーソナリティの平工靖也の代演として出演している。また、大垣ケーブルテレビで高校野球岐阜大会の実況も担当。2023年春改編で4月3日より平日の朝ワイド番組『GIFT Tune』を担当することとなり、アナウンス業務復帰後初のレギュラー出演となる。

## 過去の担当番組
- 全国高等学校野球選手権岐阜大会実況

### ぎふチャン

#### テレビ
- フォーカスぎふ
- 高校サッカーなどのスポーツ中継（不定期）

※ この他にも、各種特番等を担当することがある。
- らぶらぶワイドぎふTODAY
- Weekly Fileぎふ
- 夕がた屋テ!内の特集（月曜日）
- あさかんTVぎふ一番
- 定時ニュース

#### ラジオ
- さわやかワイドぎふTODAY
- GIFT Tune
- 定時ニュース